# Едвард Лоренц
Е́двард Ло́ренц (англ. Edward Norton Lorenz; 23 травня 1917 — 16 квітня 2008) — американський математик і метеоролог, один із творців теорії хаосу.

## Біографія
Лоренц народився в 1917 році в Західному Гартфорді, штат Конектикут. У 1938 році він отримав ступінь бакалавра математики в Дартмутському коледжі, а в 1940 — магістра математики в Гарвардському університеті.
Під час Другої світової війни Лоренц служив метеорологом у ВПС США. У 1948 році Лоренц захищає докторський ступінь в Массачусетському технологічному інституті. У 1955 році Лоренц отримав місце доцента на кафедрі метеорології Массачусетського технологічного інституту, а в 1962 році — посаду професора і очолював кафедру з 1977 по 1981 рік. У 1987 році він став почесним професором інституту.

## Внесок в науку
Лоренц був одним з авторів теорії хаосу. Цей розділ математики, розробка якого почалася в 1960-х роках, вивчає те, що здається випадковим — складну поведінку детермінованих динамічних систем, тобто систем, стан яких міняється в часі відповідно до фіксованих математичних правил. Він також розробив наукову концепцію «ефекту метелика», згідно з якою незначні дії можуть ставати причиною серйозних змін.
Своє відкриття він ілюстрував прикладом метелика з Бразилії, помах крила якого викликає ланцюжок складних кліматичних змін і приводить до урагану в Техасі («ефект метелика» викликає і алюзію до розповіді Рея Бредбері «Гуркіт грому», де загибель метелика у далекому минулому змінює світ майбутнього).
Відкриття Лоренца ознаменувало собою початок нових областей досліджень не тільки в математиці, але практично у всіх галузях науки — біології, фізиці і соціології. У метеорології це призвело до висновку про те, що принципово неможливо передбачити погоду з достатнім ступенем точності далі, ніж на два-три тижні вперед.
За словами деяких учених, двадцяте століття запам'ятається трьома революційними науковими теоріями — відносності, квантової механіки і хаосу. «Показавши, що деякі детерміновані системи мають формальні межі передбаченості, Едвард забив останній цвях в труну декартового Всесвіту і створив те, що деякі називають третьою науковою революцією XX століття після теорії відносності і квантової фізики», — говорить Керрі Емануель, професор метеорології з MIT.

## Визнання
У 1975 році Лоренц був вибраний членом Національної академії наук США. У нього була безліч нагород і почесних ступенів. У 1983 році Шведська королівська академія наук присудила йому спільно з колишнім професором Массачусетського технологічного інституту Генрі Стоммелом премію Крауфорда, установлену для галузей, в яких не присуджується Нобелівська премія. 1992 року нагороджений медаллю Роджера Ревелла Американського геофізичного союзу.
Едвард Лоренц з грудня 1988 року був іноземним членом Академії наук СРСР, а пізніше — Російської академії наук (РАН) по відділенню океанології, фізики атмосфери і географії.